# 坂田夏水
坂田 夏水（さかた なつみ、1980年 - ）は、空間デザイナー、実業家。

## 略歴
1980年福岡県生まれ。武蔵野美術大学建築学科卒業。一級建築士事務所・工務店勤務を経て、2008年株式会社夏水組を設立、代表取締役に就任。主な事業は空間デザイン・雑貨屋経営等。夏水組ブランドの塗料や壁紙等の商品を企画。　空間デザインやリノベーション・企業とコラボレーションした建具などの商品開発も行う。2013年、西荻窪の事務所の空きスペースを利用して自身が集めた建具や海外製ハードウェア、雑貨などを販売する店舗を開設、その後、代官山に移転した。第2子の誕生を機に2017年に家族とともに拠点を北九州市に移した。

## 著書
- 夏水組インテリア・コレクション（2014年4月8日、けやき出版）ISBN 978-4877515133
- 夏水組の「家デコ」レシピ わたしでもできる簡単DIYアイデアブック（2014年8月21日、学研パブリッシング）ISBN 978-4-05-610582-7
- 夏水組のパリ風手作りインテリア（2012年7月17日、KADOKAWA）ISBN 9784840146548
- 初めてでも失敗しない！リフォーム&インテリアアイデアBOOK（2014年10月10日、KADOKAWA）ISBN 9784040671109
- セルフリノベーションの教科書「塗る・貼る・つける・飾る」でちょっと内装に手を入れるだけ（2017年7月14日、誠文堂新光社）ISBN 978-4-416-61728-1
- セルフリノベーションの教科書 プレミアム 限られた予算で家・部屋・店舗を自分スタイルに変える内装のアイデア（2020年10月10日、誠文堂新光社）ISBN 978-4-416-62034-2